# Francesca Serafini
Francesca Serafini (Roma, 17 maggio 1971) è una scrittrice e sceneggiatrice italiana.

## Biografia
Linguista di formazione, è allieva di Luca Serianni, con il quale ha collaborato (insieme a Giordano Meacci) curando tra le altre cose il saggio L'italiano letterario. Poesia e prosa (Città di Castello, Edimond, 2011) per la Storia della lingua italiana per immagini.
Ha cominciato la sua attività di sceneggiatrice scrivendo la serie La squadra. Con Claudio Caligari e Giordano Meacci ha scritto la sceneggiatura di Non essere cattivo, candidata al David di Donatello 2016. Nel 2016 il film è stato selezionato come candidato italiano al Premio Oscar, e ha vinto il Nastro d’argento come film dell’anno.
Sempre con Giordano Meacci ha scritto la sceneggiatura di Fabrizio De André - Principe libero. Ha curato poi la supervisione tra le altre cose della webserie La strategia dell’acqua scritta con gli allievi del corso Web Series Lab (Rsi) e diretta da Fabio Pellegrinelli.
Insieme a Valerio Mastandrea, Luca Marinelli, Alessandro Borghi e altri collaboratori alla realizzazione di Non essere cattivo ha preso parte al documentario Se c’è un aldilà sono fottuto. Vita e cinema di Claudio Caligari di Simone Isola e Fausto Trombetta, candidato ai David di Donatello 2020. In occasione dei premi Flaiano 2021, riceve il premio per la sceneggiatura televisiva per Carosello Carosone.

## Opere principali
- Punteggiatura 2: Storia, regole, eccezioni, Rizzoli 2001, nella collana Holden Maps diretta da Alessandro Baricco.
- David Mamet: uno sconosciuto di fama mondiale, in Tre usi del coltello, minimum fax, 2002.
- Questo è il punto: istruzioni per l’uso della punteggiatura, Laterza 2012.
- Di calcio non si parla, Bompiani 2014.
- Lui, io, noi (con Dori Ghezzi e Giordano Meacci), Einaudi, 2018
- Tre madri, La nave di Teseo, 2021[2].

## Filmografia
- Non essere cattivo, diretto da Claudio Caligari (2015)
- Fabrizio De André - Principe libero, diretto da Luca Facchini (2018)
- L'ombra del figlio, diretto da Fabio Pellegrinelli (2019)
- Carosello Carosone, diretto da Lucio Pellegrini (2021)